# Santissimo Nome di Maria al Foro Traiano
Santissimo Nome di Maria al Foro Traiano (lat.: Ss. Nominis Mariae ad forum Traiani), in der Literatur auch Santissimo Nome di Maria e Bernardo genannt, ist eine Kirche in Rom. Sie entstand im 18. Jahrhundert und ist Titelkirche der römisch-katholischen Kirche sowie Bruderschaftskirche.

## Lage
Die Kirche liegt im II. römischen Rione Trevi unmittelbar am Trajansforum, etwa 25 Meter nordwestlich der Trajanssäule. Sie bildet neben dem Paar Santa Maria in Montesanto und Santa Maria dei Miracoli an der Piazza del Popolo gemeinsam mit der sich fast unmittelbar daneben erhebenden Kirche Santa Maria di Loreto das zweite Zwillingskirchenpaar in Rom.

## Geschichte und Baugeschichte
An Stelle der heutigen Kirche befand sich ursprünglich ein dem Patrozinium Bernhard von Clairvaux unterstellter Bau aus dem 15. Jahrhundert.
Nach dem Sieg der kaiserlichen Truppen bei der zweiten Wiener Türkenbelagerung 1683 führte Papst Innozenz XI. diesen entscheidenden Erfolg auch auf die Gebete zurück, die an Maria gerichtet waren. Infolge dieser Ansicht stiftete er ein gleichnamiges Fest „Mariä Namen“ (italienisch Nome Maria) am 12. September, dem Datum des Endes der Belagerung. Danach bildete sich eine bis heute bestehende Bruderschaft, die Congregazione del Santissimo Nome di Maria, sie wurde 1688 päpstlich bestätigt. Ihr gehörten die Kaiser Leopold I. und Joseph I. an. Diese Bruderschaft erwarb das Gelände mit der damals bereits verfallenen Kirche, die sie für einen Neubau abreißen ließ. Baumeister des Neubaus war der französische Architekt Antoine Dérizet. Baubeginn war 1736, bis 1738 war die Kirche im Wesentlichen errichtet, die Fertigstellung des Innenraumes zog sich bis 1751 hin.

## Äußeres

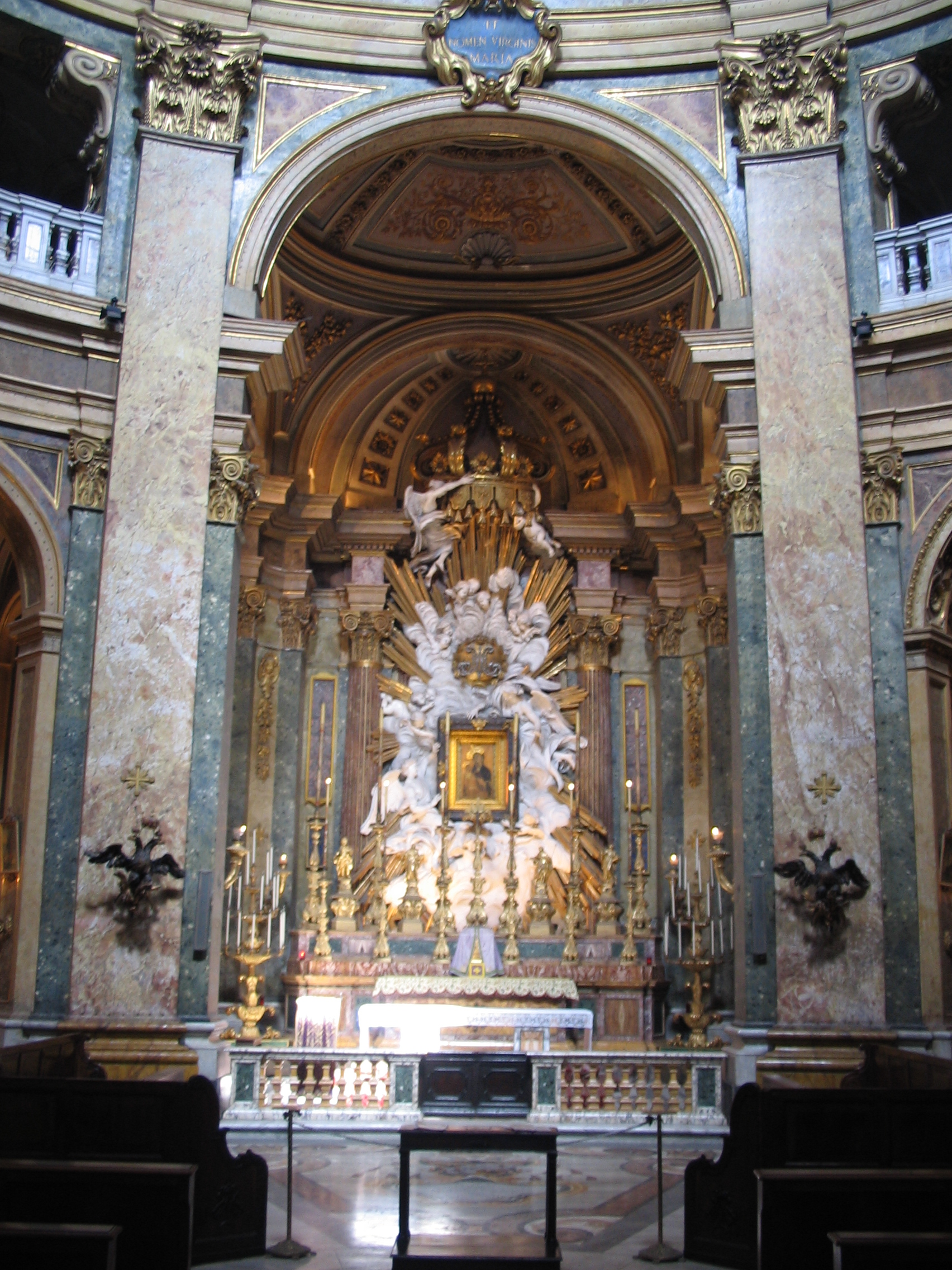
Blick in das Innere zum Hochaltar

Dérizet orientierte sich beim Grundriss und der Gesamtanlage an der benachbarten Kirche, schuf aber dennoch einen davon eigenständigen Bau. Während bei Santa Maria di Loreto das Untergeschoss von einem Würfel gebildet wird, wählte Dérizet als Grundform ein Oktogon, allerdings nicht ganz regelmäßig, sondern mit unterschiedlichen Längen. Die Länge der Kirche beträgt 30 Meter bei einer Breite von 25 Metern.
Die unterschiedlichen Längen führen auch zu einer Ungleichbehandlung der Oktogonseiten. Während die Portale bzw. Blendportale der vier Hauptachsen mit doppelt gestellten Dreiviertelsäulen nach korinthischer Ordnung jeweils unter einem durchbrochenen Segmentgiebel flankiert werden, sind die Abseiten ungleich schlichter gehalten. Die sich an die Eckpilaster der Hauptachsen anschließenden Travéen dort werden nur von Pilastern zu den Seiten eingefasst. Oberhalb des verkröpften Gesimses errichtete Dérizet eine umlaufende Balustrade mit Heiligenfiguren. Der Kuppeltambour, wie auch die Kuppel selbst, ist für den Unterbau ungewöhnlich hoch und im Unterschied zur Nachbarkirche deutlich steiler ausgeführt.
Der ebenfalls achteckige Kuppeltambour wird von jeweils einem pro Achse gestellten Rundbogenfenster gegliedert. Zwischen ihnen begrenzen Doppelpilaster die jeweiligen Achsen und führen die Grundstruktur des Untergeschosses weiter bis in die Kuppel. Diese wird von acht scheinbaren Rundfenstern unter geschweiftem Giebel durchbrochen. Deutliche Ähnlichkeit in der Ausführung besteht zu den Kuppeln von Sant’Agnese in Agone und Sant’Andrea della Valle.

## Inneres
Der Bau ist entsprechend dem Äußeren im Inneren ein Zentralbau mit sieben Seitenkapellen, von denen die dem Portal gegenüberliegende den Hochaltar enthält. Die Ausführung mit Verwendung verschiedenfarbigen, in den „klassischen“ zarten Rokokofarben gehaltenen Marmors wie auch Scheinmarmors folgt den Strukturen des Außenbaues. Zwischen den Kapellen sind kräftige Pilaster, ebenso mit Kapitellen korinthischer Ordnung, gestellt. Oberhalb der Arkadenbögen, aber unterhalb des Gesimses fügte der Architekt kleine Balkone, sogenannte corretti ein. Der Innenraum insgesamt verrät, dass die Spätzeit der Barockarchitektur angebrochen ist und bereits zum Klassizismus tendiert, er gilt geradezu als ein „Musterbeispiel“ hierfür.
Aufgrund der mit unterschiedlichen Längen ausgeführten Grundstruktur des Untergeschosses ist die Kuppel leicht elliptisch ausgeführt. Sie ist kräftig vergoldet und mit Stuckaturen versehen. Hier ist zu erkennen, dass die acht „Rundbogenfenster“ der Außensicht keine echten Fenster sind, sondern Stuckmedaillons enthalten.
Grundmann bemerkt zur Kirche insgesamt: „Es zeigt sich, wie stark im Rom des 18. Jh. die Traditionen des 17. Jh. fortlebten. Zugleich ist die um 1730 einsetzende größere Kühle spürbar“.

## Kardinaldiakone
- Sergio Guerri pro illa vice (1979–1992)
- Darío Castrillón Hoyos pro illa vice (1998–2018)
- Mauro Gambetti OFMConv (seit 2020)